# Pella Kågerman
Pella Kågerman, född 1982, är en svensk regissör och manusförfattare. Hon samarbetar ofta med Hugo Lilja och tillsammans tilldelades de Guldbaggen för bästa regi vid Guldbaggegalan 2020 för långfilmen Aniara (2019).

## Biografi
Kågerman är utbildad vid Kungliga Konsthögskolan i Stockholm där hon avlade examen 2014. Innan dess hade hon bland annat regisserat en av filmerna i Mia Engbergs feministiska porrfilmsprojekt Dirty Diaries (2009). Mänskliga relationer och sexualitet var genomgående teman i Kågermans första filmer. Under sin filmutbildning på Dramatiska Institutet började hon samarbeta med Hugo Lilja och tillsammans skapade de flera kortfilmer. År 2019 kom deras första gemensamma långfilm, Aniara, som bygger på Harry Martinsons bok med samma namn. Vid  Guldbaggegalan 2020 tilldelades duon en Guldbagge för bästa regi. Filmen vann priser i ytterligare tre kategorier.
År 2023 meddelade Kågerman och Lilja att deras nästa projekt kommer att bli science fictionfilmen Egghead Republic.